# 井上春生
井上 春生（いのうえ はるお、1963年 - ）は、日本の映像作家、 映画監督 、脚本家 、CM&TVディレクター。奈良県出身。

## 来歴

### プロフィール
直近では2022年、第75回カンヌ国際映画祭に自ら企画した「妖精とアインシュタインと桜の木」（Fairy, Einstein and the Cherry Trees）がMarché du Film日本代表に選出されている。井上はシンガポール日本人学校、同志社大学法学部卒。東映京都撮影所で数年深作欣二監督、降旗康男監督らに師事。コマーシャルでは2001年資生堂CM「おもてなしの国から。」篇（制作:トゥインクル）JAA広告コンクール銅賞。2006年資生堂PV「TSUBAKI春宣言」篇（制作:トゥインクル）ACC46th CM FESTIVAL キャンペーン特別賞(プロモver./director)などで受賞歴。2005年、auによるショートフィルム「ため息の理由」（加藤ローサ主演）と「bird call」（鈴木えみ主演）は携帯配信の初映画として注目を集め後に劇場公開に至った。 エピックレコードジャパンが2006年に映画業界に参入した映画シリーズcinemusicaは、そうした井上作品にアーティストの楽曲をプロモーションする井上×エピックレコードアーティストのスタイルで始まり、いきものがかりなど輩出。チェリーパイでは北川景子が映画主演デビューを飾る。2008年、渋谷BOXX映画祭、ららヨコハマ映画祭で井上作品全上映。映像文化支援などの大学講義や、天理大学就業力育成プロジェクト「Creative映画塾」なども行っている。東日本大震災に際し作家の島田雅彦主宰「復興書店」に共鳴し女優の佐伯日菜子出演の告知映像など「表現の寄付」というスタイルでプロデュースした。コンスタントに商業映画を作る傍ら、アフガニスタンの映画監督と交流を図り映画を復興に結びつけるライフワークをもつ。2005年、カブール大学芸術学部と共同して3本のオムニバス作品の日本アフガニスタン合作ドキュメントをプロデュース兼総監督。「アフガン零年」でカンヌ国際映画祭・カメラドール賞などを受賞したセディク・バルマク監督ら現地監督と連繋して、日本でアフガニスタン映画祭を4度開催。2018年は日本最高の詩人と言われる吉増剛造を一年追いかけたコラボレーションドキュメンタリー「幻を見るひと」を発表、2022年はアメリカ前衛映画の父ジョナス・メカスを追悼する映画「眩暈 VERTIGO」を製作、日本のドキュメンタリーでは異例の国際映画祭43冠を達成。2021年10月EテレETV特集「アフガニスタン 運命の8月」（演出・出演・語り）ではタリバンが復権したカブールで、井上知己のアーティストや関係者の肉声をリモート撮影で記録、放送され各方面に話題を呼んだ。

## 映画作品
- 飛脚と野武士[7]（1989年）※製作・脚本・監督
  - ゆうばり国際ファンタスティック映画祭招待（1990年）
- ため息の理由（2005年）※脚本・監督
- KABUL TRIANGLE[8]（2006年 日本アフガニスタン合作）※プロデュース・総合監督
  - 第4回横濱学生映画祭招待（2006年）
- バードコール（2006年）※脚本・監督
- チェリーパイ[9]（2006年）※脚本・監督
- 東京の嘘[10]（2007年）※脚本・監督
- WHITE MEXICO[11]（2007年）※脚本・監督
- 音符と昆布[12] (2008年) ※脚本・監督
  - -第2回ソウル忠武路国際映画祭正式招待 [13]（2008）
- THE ROOTS[14] (2008年 日本アフガニスタン合作) ※製作総指揮
  - The Kabul International Documentary & Short Film Festival（2009年） 招待
  - South Asian Film Festival in India（2009年） 招待・オープニング上映
- 40歳問題（2009年）※ライブ構成
- 無言歌 Romances sans paroles（2009年）※プロデューサー＆プランナー
- 遠くの空[15][16][17]（2010年）※脚本・監督
- アゲイン 28年目の甲子園（2014年東映）※企画
- 案山子とラケット 〜亜季と珠子の夏休み〜 [18](2015年 イオンエンターテイメント）※監督
- ハッピーメール(2018年）※監督
- 幻を見るひと(2018年）※プロデューサー・監督
- 眩暈 VERTIGO(2022年）※プロデューサー・監督
- 妖精とアインシュタインと桜の木（Fairy, Einstein and the Cherry Trees）第75回カンヌ国際映画祭（Marché du Film)(2022年〜制作中）※企画・監督

## 主なミュージックビデオ
- I WANNA BE LOVED BY YOU （TBS系ドラマ「ドールハウス~特命女性捜査班エンディングテーマ」） / bebe（監督・撮影）
- ラズベリーランデヴー / bebe（監督・撮影）
- ため息の理由 / 斉藤和義（監督）
- バードコール / 辛島美登里（監督）
- 二輪花 / いきものがかり（監督）
- Along the Line /Akeboshi （監督）
- 静寂の場所 /大江千里（監督）
- jinx /nangi（監督）音楽プロデューサー：村山達哉
- 妄想依存ショー / nangi・島田雅彦（監督）音楽プロデューサー：村山達哉
- Soul Mate / Chix Chicks（監督）音楽プロデューサー：松尾潔
- Blue Love Letter / Chix Chicks（監督）音楽プロデューサー：松尾潔
- 私たちの主題歌 / ウラニーノ （監督）音楽プロデューサー：佐久間正英
- 青空背負って / さだまさし（監督）
- 幸せであるように / 浜崎貴司（監督）
- LOST CONTROL / 浜崎貴司 桜井秀俊 大沢伸一（監督）
- 言いたいことはいつも / スネオヘアー（監督）
- 伝えてよ / スネオヘアー（監督）
- ディスコ システム / スチャダラパー（監督）
- ラムネの飲み方 / SKE48　秦佐和子（監督）
- パズル / いとうかなこ（監督）
- たまゆら綴 / りあん（監督）
- 桜並木/りあん（監督）

## 主なTV作品
- ワーズワースの冒険（フジテレビ・構成演出）※シリーズ
- B-WAVE（フジテレビ・構成演出）※シリーズ
- 世紀を刻んだ歌「明日に架ける橋」（NHK・構成演出）
- 恋、した。「シンデレラは二度ベルを鳴らす」（テレビ東京・ドラマ演出）
- 昭和モダーン住宅デジタル図鑑（SKY PerfecTV!・演出）※シリーズ
- わたしが子どもだったころ（NHK・演出）
- 名曲探偵アマデウス（NHK・演出）※シリーズ
- 80年後の KENJI～宮沢賢治２１世紀映像童話集「黄いろのトマト」（NHK・ドラマ脚本・監督）
- H（アッシュ）（スカパー!・演出プロデュース）※シリーズ
- ルマンに賭ける夢（NHKBS・100分・8K映像・演出）

## 映画受賞歴
映画『幻を見るひと』 （2018年）
- Royal Wolf Film Awards （アメリカ）／最優秀監督賞   ドキュメンタリー長編部門最優秀賞
- Mindfield Film Festival - Albuquerque （アメリカ）／最優秀監督賞 ドキュメンタリー長編部門プラチナ賞
- Oniros Film Awards （イタリア）／オニロス金賞  伝記映画部門最優秀賞
- Five Continents International Film Festival（ベネズエラ）／ドキュメンタリー長編部門最優秀賞
- Cutting Edge International Film Festival（アメリカ）／ドキュメンタリー長編部門最優秀賞
- Pinnacle Film Awards （アメリカ）／ドキュメンタリー長編部門プラチナ賞
- SIERRA INTERNATIONAL FILM WEEKEND  （ボリビア）／ドキュメンタリー長編部門最優秀賞
- 42nd Montreal World Film Festival （カナダ）／ファイナリスト
- DaVinci Film Festival （アメリカ）／ファイナリスト
- SILK ROAD INTERNATIONAL FILM FESTIVAL （アイルランド）／ファイナリスト
- MadridAsiaInternationalFilmFestival The Madrid Asia International Film Festival （スペイン）／ファイナリスト
- South Film and Arts Academy Festival （チリ） ／ファイナリスト
- The New York City Independent Film Festival （アメリカ）／ファイナリスト
- Sose International Film Festival（アルメニア）／ファイナリスト
- Rome Independent Prisma Awards（イタリア）／ファイナリスト
- International Documentary Festival of Ierapetra （ギリシア）／ファイナリスト
- The BUDDHA International Film Festival  （インド）／ファイナリスト
- NearNazareth Near Nazareth International Film Festival  （イスラエル）／ファイナリスト
- Mediterranean Film Festival Cannes  （フランス）／ファイナリスト

映画『眩暈 VERTIGO』 （2022年）
- Jean-Luc Godard Awards 2022（インド）／名誉賞
- Stanley Kubrick memorial Stanley Film Awards（イギリス）／長編ドキュメンタリー部門グランプリ・最優秀監督賞
- Federico Fellini memorial 8 & Halfilm Awards（イタリア）／長編ドキュメンタリー部門グランプリ・最優秀監督賞
- Tagore memorial Tagore International Film Festival（インド）／最優秀音響効果賞・最優秀プロデューサー賞
- Paradise Film Festival（ハンガリー）／前衛映画部門グランプリ
- New York Film Awards（アメリカ）／前衛映画部門グランプリ
- 16th "CinemaVérité" Iran International Documentary Film Festival（イラン）／最優秀ポートレイト賞
- New York Cinematography AWARDS（アメリカ）／長編ドキュメンタリー部門グランプリ
- Sofia Art Film Awards（ブルガリア）／長編ドキュメンタリー部門グランプリ・最優秀撮影監督賞
- Milan Gold Awards（イタリア）／長編ドキュメンタリー部門グランプリ
- New York Neorealism Film Awards（イタリア）／長編ドキュメンタリー部門グランプリ・最優秀監督賞
- Pinnacle Film Awards（アメリカ）／長編ドキュメンタリー部門グランプリ・最優秀監督賞・最優秀撮影監督賞
- Virgin Spring Cinefest（インド）／長編ドキュメンタリー部門グランプリ
- Mindfield Film Festival • Albuquerque（アメリカ）／長編ドキュメンタリー部門グランプリ
- Gangtok International Film Festival（インド）／長編ドキュメンタリー部門グランプリ
- Calcutta International Cult Film Festival（インド）／長編ドキュメンタリー部門グランプリ
- Mannheim Arts and Film Festival（ドイツ）／長編ドキュメンタリー部門グランプリ
- Sydney Australian Film Festival（オーストラリア）／長編ドキュメンタリー部門グランプリ
- Experimental Film Guanajuato（メキシコ）／長編ドキュメンタリー部門グランプリ
- Snow Leopard Film Festival（スペイン）／長編ドキュメンタリー部門グランプリ
- CLIMAX Critics Awards（スペイン）／エッセイ映画部門グランプリ
- Cult Critic Movie Awards(インド）／最優秀監督賞
- The Gladiator Film Festival（トルコ）／最優秀監督賞・最優秀撮影監督賞
- RED Movie Awards（フランス）／最優秀監督賞・ドキュメンタリー最優秀作品賞
- Best Documentary Award（イギリス）／最優秀撮影監督賞
- Sun of the East Awards 2022（インド）／最優秀音響効果賞
- Five Continents International Film Festival（ベネズエラ）／長編ドキュメンタリー部門グランプリ・最優秀監督賞・最優秀撮影監督賞・最優秀音響効果賞
- Royal Wolf Film Awards（アメリカ）／長編ドキュメンタリー部門グランプリ・最優秀監督賞・最優秀撮影監督賞・最優秀プロデューサー賞
- Luis Bunuel Memorial Awards （インド）／第4回黄金の鳩賞